# St. Wolfgang und Wendelin

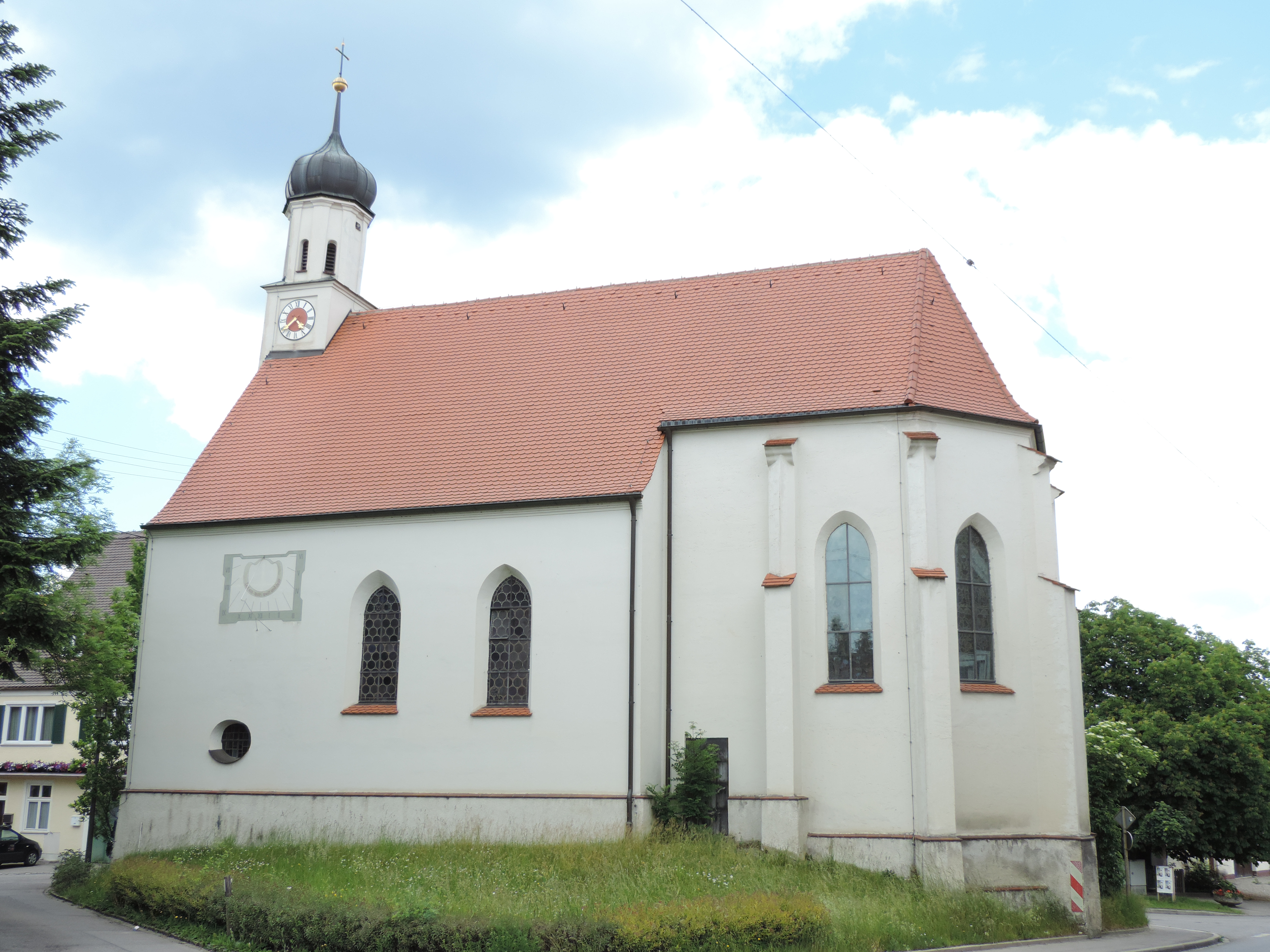
Blick von Süden auf die Kapelle St. Wolfgang und Wendelin (2014)

Die katholische Kapelle St. Wolfgang und Wendelin (auch Wendelinskapelle genannt) liegt im Norden der Stadt Bobingen in Bayern. Sie wurde im 16. Jahrhundert errichtet und ist als Baudenkmal in der Bayerischen Denkmalliste eingetragen.

## Geschichte
Die ursprünglich um 1520 im gotischen Stil erbaute Kapelle wurde 1673 im barocken Stil umgestaltet.
1937 wurde der bis dahin vorhandene barocke Hochaltar an die Gemeinde Scherstetten verkauft und durch einen neobarocken Flügelaltar von Hans Schorer ersetzt. Das Erscheinungsbild entspricht seither wieder der Entstehungszeit der Kapelle. 
2014 wurde unter Leitung des Schwabmünchener Architekten Christian Bosse eine statische Sicherung durchgeführt, weil der nachträglich aufgesetzte Glockenturm auf das Dach der Kapelle und die hölzerne Empore drückte. Das Altarbild des ehemaligen Hochaltares befindet sich heute neben der Kanzel in der Stadtpfarrkirche St. Felizitas in Bobingen. 

## Beschreibung
Der Saalbau besitzt einen eingezogenen Chor und Dachreiter mit einer Zwiebelhaube. Im Dachreiter befinden sich zwei kleine Glocken mit den Namen Wendelin und Wolfgang.

## Ausstattung
Der neobarocke Hochaltar ist ein Flügelaltar, welcher Szenen der Weihnachtszeit zeigt (Verkündigung an Maria durch den Erzengel Gabriel, Geburt Jesu in Betlehem, Flucht nach Ägypten, der wiedergefundene 12-Jährige Jesus im Tempel in Jerusalem). In der Mitte des Altares stehen Figuren des Heiligen Wendelin, des Heiligen Rochus und des Heiligen Sebastian. Die beiden Seitenaltäre sind ebenfalls im neobarocken Stil ausgeführt. Der rechte Seitenaltar zeigt den Heiligen Josef mit dem Jesuskind, gestaltet vom Landsberger Bildhauer Lorenz Luidl. Auf der Mensa steht eine von Hand geschnitzte Marienstatue. Der linke Seitenaltar zeigt den Heiligen Bruder Konrad mit einem Kreuz und einem Rosenkranz in den Händen. Auf der Mensa steht ein Fatschenkindl, zwei Reliquiare und die Osterkerze.
Im Chorraum steht eine kleine mobile Konzertorgel mit insgesamt sechs Registern, welche sich auf ein Manual verteilen. Es gibt kein Pedalwerk. Die Glasfenster mit den Rosenkranzgeheimnissen (freudenreich, schmerzhaft und glorreich) wurden von Josef Oberberger 1937 gestaltet; bei der Darstellung des Pfingstwunders hat er mit Gesichtern von Zeitgenossen gearbeitet und auch sich selbst dargestellt. Zur Ausstattung der Kapelle gehört auch eine Folge von wertvollen Kupferstichblättern, die den Kreuzweg von Jesus Christus dargestellt.